# Splay
Splay est un groupe rock japonais originaire d'Osaka, notamment connu pour avoir réalisé le premier générique d'ouverture de l'anime Katei Kyōshi Hitman Reborn! (Drawing Days) et le troisième générique de fin de ce même anime (Echo again).
Le groupe s'est dissous en 2008.